# D'oh Canada
«D'oh Canada» (укр. «Чорт, Канада») — двадцять перша серія тридцятого сезону мультсеріалу «Сімпсони», прем'єра якої відбулась 28 квітня 2019 року у США на телеканалі «Fox».

## Сюжет
Сім'я Сімпсонів відпочиває в аквапарку на Хвилястій горі (англ. Splashmore).Коли через переповнення, виникає черга для катання на водній гірці, Гомер раптово втікає з родиною з парку. Гомер заробив 2 мільйони балів лояльності, які скоро закінчуються від готелів. Він вирішу витратити їх, відвізши родину до Ніагарського водоспаду, через північний Нью-Йорк.
Граючись з Бартом Ліса у грі «Битва за водоспад», але вона занадто сильно відскакує і випадково падає вниз. Вона опиняється на Канадській стороні водоспаду, де її врятує канадський гірник.
Лісу доставляють до лікарні, де її тримають для огляду. Гомер проти дорогого обслуговування, але лікарка нагадує, що канадське медичне обслуговування є безкоштовним. Ліза починає жалітися канадському гірнику на США, через що її оголошують політичною біженкою.
Дівчинка опиняється у прийомній сім'ї, тоді як решта її родини депортують до Спрінґфілда. Ліса починає відвідувати тамтешню початкову школу.
Тим часом Мардж на попутках таємно пробирається до Канади. Вони дістається нового будинку Ліси і просить її піти. Вчителька Ліси розповідає кілька поганих речей про Канаду, щоб їй стало легше їхати.
В американському консульстві їм не дозволяють повернутися додому і просять повернутися до Канади, але вони відмовляються. Мардж просить Лісу переосмислити добрі речі із США, який вона залишає. Це остаточно переконує її повернутися. Однак люди, які мали повернути їх до Америки, залишають їх посеред замерзлої річки. Гомер і Барт приходять на допомогу вантажівкою, але вона тоне в річці, тому вся сім'я біжить і повертаються до Спрінґфілда.
У фінальній сцені у Спрінґфілдській початковій школі на урок «Покажи і розкажи» Ліса приводить канадського гірника, який її врятував. Разом з цим гірник повертає батька Нельсона, який говорить сину, що у нього є зведений брат на стороні…

## Виробництво
Спочатку серія мала вийти 5 травня 2019 року, на що вказував напис на рекламному щиті, який присвячено Сінко де Майо, Мексиканському святу, що святкується 5 травня.
Пісня у Ньюфаундленді, яку співав мешканець острова, спочатку мала бути піснею Брюса Мосса «The Islander», а Моссу пропонували 20 тисяч доларів за використання цієї пісні. Однак Мосс відмовив Сімпсонам, у зв'язку з чим натомість використано «Islander Forever» Артура О'Браєна. Після виходу серії Мосс сказав, що «не шкодує», і «справді щасливий», що таки не дав дозвіл на використання пісні.

## Ставлення критиків і глядачів
Під час прем'єри серію переглянули 1,93 млн осіб з рейтингом 0.8, що зробило її другим за популярністю шоу на каналі «Fox» тієї ночі, після «Сім'янина».
Денніс Перкінс з «The A.V. Club» дав серії оцінку B-, сказавши, що серія «хоче вразити свої цілі на американській стороні кордону, демонструючи захоплення Ліси всім канадським (ввічливістю, здоровим молодим прем'єр-міністром, кіннотою з красивими кіньми, рятувальними бобрами в плащах, безкоштовною охороною здоров'я, школами), фокусуючи гостроту шоу більш різко і прямо, ніж зазвичай».
Згідно з голосуванням на сайті The NoHomers Club більшість фанатів оцінили серію на 3/5 із середньою оцінкою 3,11/5.